# San Sebastián Gipuzkoa BC
San Sebastián Gipuzkoa Basket Club, S.A.D. – hiszpański zawodowy klub koszykarski z siedzibą w San Sebastián. Występuje w lidze ACB.

## Historia nazw
- Datac GBC: 2001–02
- Bruesa GBC: 2004–09
- Lagun Aro GBC: 2009–13
- RETAbet.es GBC: od 2015

## Trenerzy
- Aitor Uriondo: 2001–02
- Porfirio Fisac: 2004–07
- Pablo Laso: 2007–11
- Sito Alonso: 2011–14
- Jaume Ponsarnau: 2014–15
- Porfirio Fisac: od 2015